# Korabgebirge
Das Korabgebirge (albanisch Mali i Korabit, mazedonisch Кораб / Korab) ist ein Gebirge im albanisch-nordmazedonischen Grenzgebiet. Die höchste Erhebung ist der Berg Korab, mit 2764 m ü. A. die höchste Erhebung der beiden Länder. In Albanien findet sich auch die Bezeichnung Vargu Lindor (deutsch Ostkette), womit aber meist auch Berge weiter nördlich bezeichnet werden wie der Koritnik und die Gjallica e Lumës.
Das Korab-Gebirge in der Region Dibra erstreckt sich über 40 Kilometer in nord-südlicher Richtung zwischen dem unteren Abschnitt des Schwarzen Drins und seinem Nebenfluss Radika. Es liegt rund um das Dreiländereck Albanien, Nordmazedonien und Kosovo südwestlich des Gebirges Šar Planina. Der Gebirgskamm, der durchgehend die albanisch-nordmazedonische Grenze bildet, unterschreitet kaum je 2000 Meter. Das Tal des Drin im Westen liegt auf rund 400 Metern, das Bett der Radika auf ungefähr 1000 Metern. 
Neben dem Berg Korab gibt es noch einige andere, fast gleich hohe Erhebungen. Nördlich der Doppelspitze liegen zahlreiche weitere namenlose Felstürme ähnlicher Höhe. Der rund zwei Kilometer südwestlich gelegene Gipfel Korab-Pforte (Maja Portat e Korabit/Mala Korapska Vrata) erreicht mit 2727 Metern auch knapp die Höhe des Hauptgipfels. Wenige hundert Meter südlich davon liegt eine weitere Spitze (Maja e Moravës), die mit 2718 Metern nur wenig niedriger ist.
Westlich des Korabbergstocks liegt das Dorf Radomira, südlich vom höchsten Gipfel folgen als weitere große Berge die Grama (2345 m ü. A.) und der Dešat mit der Spitze Velivar (2375 m. i. J.). Danach fällt der Gebirgszug zur Stadt Debar und dem Debarsee ab. Südwestlich des Mali i Gramës liegt die Stadt Peshkopia, wo sich auch Thermalquellen finden.
Weite Teile des Gebirges auf albanischer Seite sind als Naturpark Korab-Koritnik geschützt. Die nordmazedonische Seite gehört zum Mavrovo-Nationalpark. Das Korabgebirge gehört zum Rückzugsraum einer Restpopulation des Balkanluchses. Die Hahnenfuß-Art Ranunculus wettsteinii wurde bisher nur rund um den Korab nachgewiesen.
Das Wort Korab stammt ursprünglich aus dem Slawischen und kommt von einem vorchristlichen Gott des Meeres. Da sich der Gebirgskamm entlang der albanischen Ostgrenze zieht, wird in Albanien auch die Bezeichnung Vargu Lindor (Ostkette) verwendet. Darunter wird aber meist die ganze Gebirgskette am Ostufer des unteren Schwarzen Drin von rund 70 Kilometern Länge bis zum Koritnik bei Kukës verstanden. In der Literatur werden das Korab-Gebirge und die Šar Planina manchmal zu einem Gebirgszug, dem Šar-Korab-Massiv, vereint.
Während der Balkankriege verlief die Front durch die Region. Noch immer soll es Landminen im Korab-Gebirge geben. Im Grenzgebiet, das um die Jahrtausendwende Schauplatz von Kämpfen zwischen der Armee Nordmazedoniens und albanischen Separatisten war, sollen oft Schmuggler unterwegs sein.

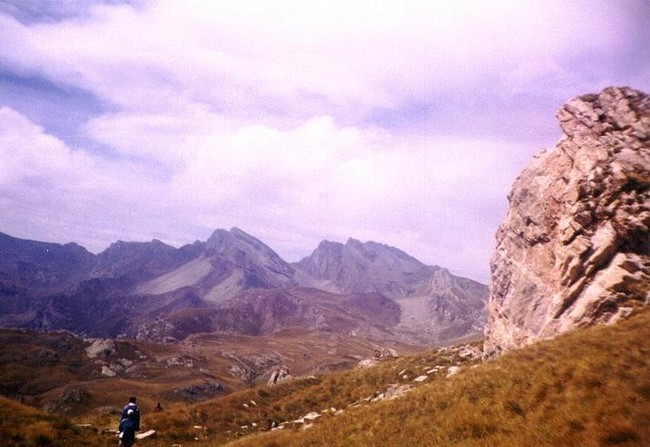
Der Gebirgsstock von der nordmazedonischen Seite
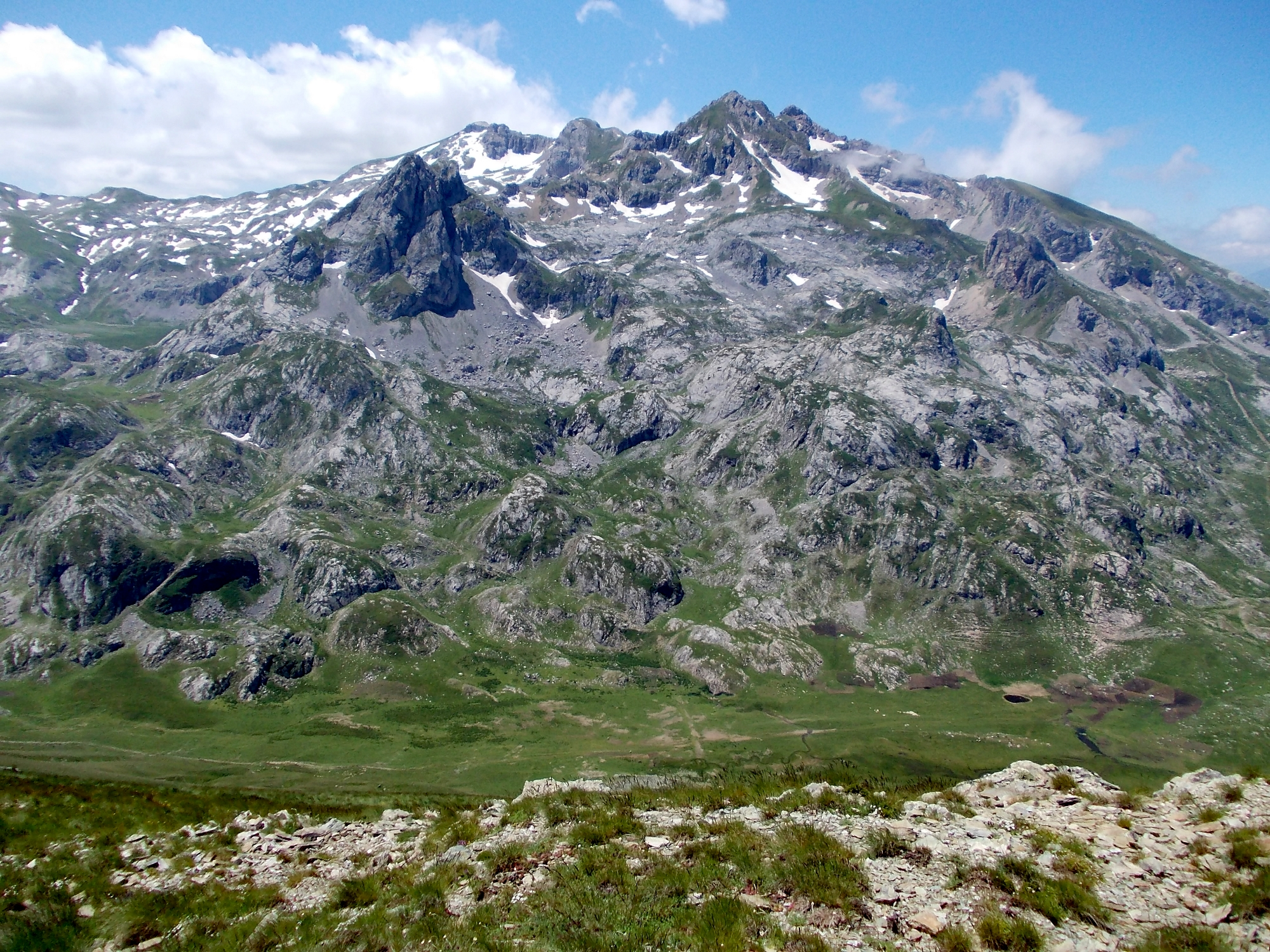
Fusha e Korabit
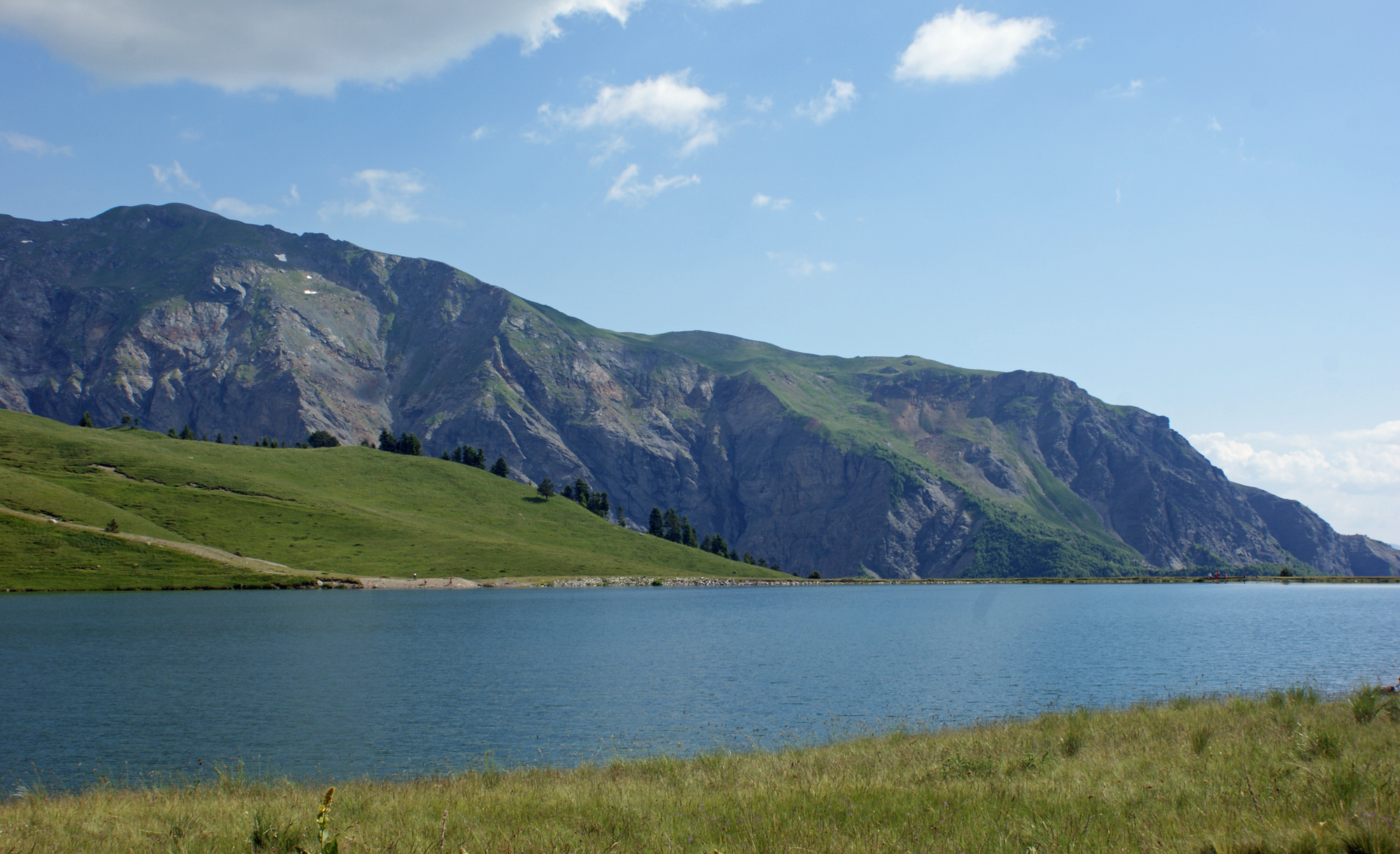
Grama-See
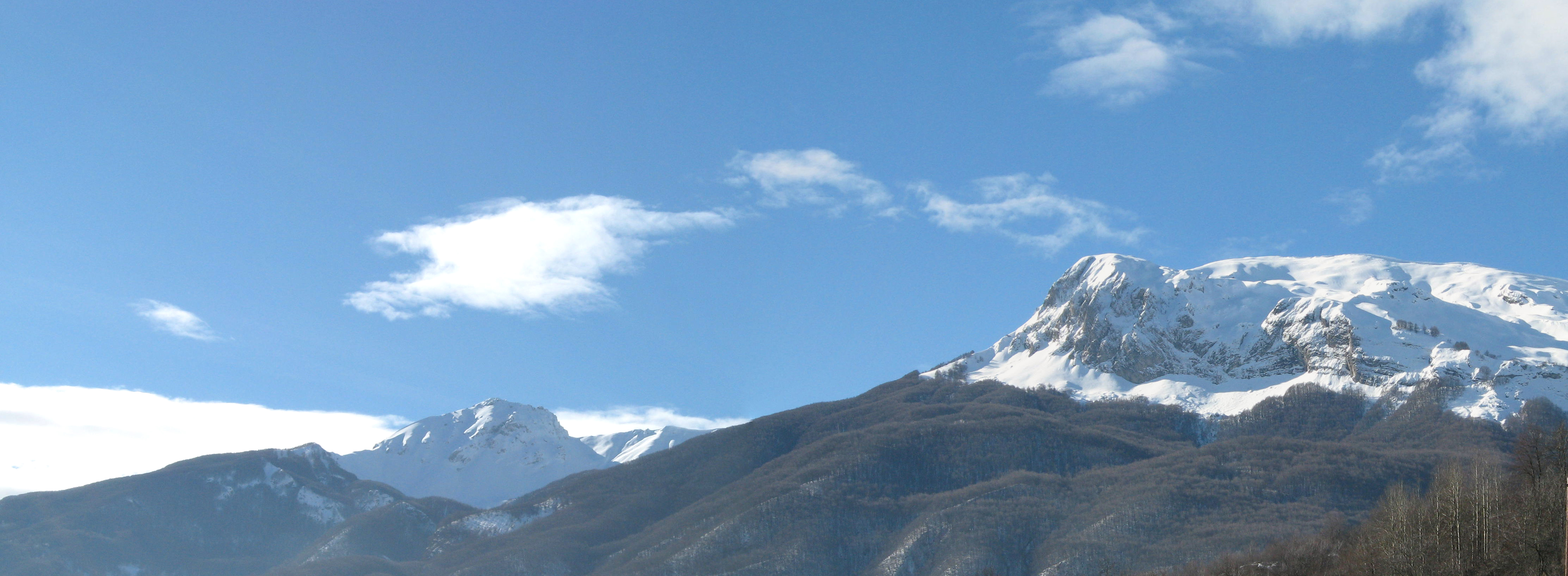
Dešat
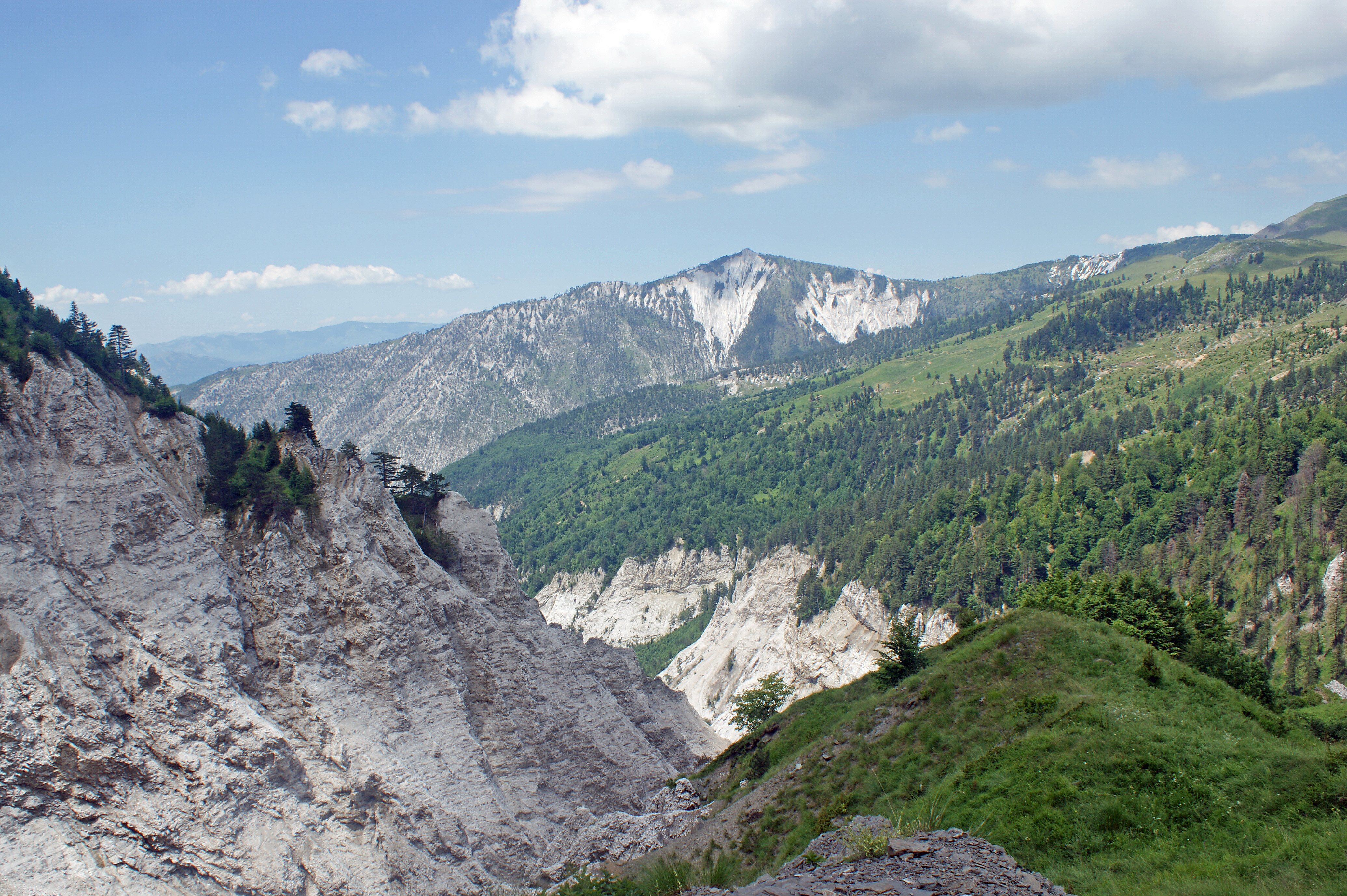
Gipsgestein rund um den Mali i Bardhë